# 中川 (足立区)
中川（なかがわ）は、東京都足立区の町名。現行行政地名は中川一丁目から五丁目。住居表示実施済み区域である。

## 地理
東京都足立区南東部の東渕江地域に属する。同区の最東端。北で大谷田、西で東和、南で葛飾区亀有、一級河川中川を隔てて東で葛飾区南水元および新宿（にいじゅく）と接する。足立区を東西に貫く東京都道318号環状七号線が区東部で大きく南に曲がる屈曲部の南東側、区の南東部最東端に位置し、東京都道307号王子金町江戸川線と接する。地区の東を町名の由来である一級河川中川が南北に貫流している。
中川 - 南水元間は中川五丁目の飯塚橋で接続されているが、中川 - 新宿間には常磐線の鉄道橋が架けられているものの、直接の行き来は出来ない。
町域内の大部分は常磐線の北側に位置するが、中川一丁目のみは南側に位置する。地区の大半は住宅地であるが、環七通り沿いには高層マンションが立ち並ぶ。また、北部の中川五丁目には東京都下水道局中川処理場と、その上に設けられた広大な東京都立中川公園があり、隣には建設残土改良プラントの「土作りの里」がある。これらの諸施設はみな日立製作所亀有工場跡地に建てられた。現在でも近隣には日立関連企業がいくつも操業している。一丁目の南西部には、亀有から広がる日本紙業工業東京工場跡地に巨大なマンションが建っている。三丁目には寺院や神社が多く、戦国時代に創建された「善応寺」がある。

### 地価
住宅地の地価は、2025年（令和7年）1月1日の公示地価によれば、中川3-24-7の地点で35万7000円/m2となっている。

## 歴史
旧町名は長門町、大谷田町、大谷田町一・二丁目、北三谷町一丁目。

## 世帯数と人口
2025年（令和7年）1月1日現在（足立区発表）の世帯数と人口は以下の通りである。
| 丁目       | 世帯数    | 人口     |
| ---------- | --------- | -------- |
| 中川一丁目 | 1,554世帯 | 3,107人  |
| 中川二丁目 | 1,463世帯 | 2,482人  |
| 中川三丁目 | 1,213世帯 | 2,141人  |
| 中川四丁目 | 2,454世帯 | 4,457人  |
| 中川五丁目 | 553世帯   | 1,080人  |
| 計         | 7,237世帯 | 13,267人 |

### 人口の変遷
国勢調査による人口の推移。
| 年                 | 人口   |
| ------------------ | ------ |
| 1995年（平成7年）  | 12,372 |
| 2000年（平成12年） | 12,329 |
| 2005年（平成17年） | 12,378 |
| 2010年（平成22年） | 13,227 |
| 2015年（平成27年） | 12,502 |
| 2020年（令和2年）  | 13,442 |

### 世帯数の変遷
国勢調査による世帯数の推移。
| 年                 | 世帯数 |
| ------------------ | ------ |
| 1995年（平成7年）  | 5,070  |
| 2000年（平成12年） | 5,268  |
| 2005年（平成17年） | 5,505  |
| 2010年（平成22年） | 6,218  |
| 2015年（平成27年） | 5,948  |
| 2020年（令和2年）  | 6,917  |

## 学区
区立小・中学校に通う場合、学区は以下の通りとなる（2023年4月時点）。なお、足立区では学校選択制度を導入しており、区内全域から選択することが可能。ただし、小学校に関しては、2018年（平成30年）度から学区域または学区域に隣接する学校のみの選択になる。
| 丁目       | 番地                                                                | 小学校               | 中学校               |
| ---------- | ------------------------------------------------------------------- | -------------------- | -------------------- |
| 中川一丁目 | 全域                                                                | 足立区立長門小学校   | 足立区立第十二中学校 |
| 中川二丁目 | 5〜8番 9番3〜13号 10番 11番9号以降                                  | 足立区立長門小学校   | 足立区立第十二中学校 |
| 中川二丁目 | 1〜4番 9番1〜2号 9番14号〜最終号 11番1〜8号                         | 足立区立大谷田小学校 | 足立区立第十二中学校 |
| 中川三丁目 | 1番〜10番6号 10番15号〜11番8号 11番15号〜最終号 14番〜17番 28番以降 | 足立区立大谷田小学校 | 足立区立第十二中学校 |
| 中川三丁目 | 10番7〜14号 11番9〜14号 12〜13番 18〜27番                           | 足立区立長門小学校   | 足立区立第十二中学校 |
| 中川四丁目 | 全域                                                                | 足立区立大谷田小学校 | 足立区立第十二中学校 |
| 中川五丁目 | 全域                                                                | 足立区立大谷田小学校 | 足立区立第十二中学校 |

## 事業所
2021年（令和3年）現在の経済センサス調査による事業所数と従業員数は以下の通りである。
| 丁目       | 事業所数  | 従業員数 |
| ---------- | --------- | -------- |
| 中川一丁目 | 31事業所  | 188人    |
| 中川二丁目 | 25事業所  | 180人    |
| 中川三丁目 | 37事業所  | 106人    |
| 中川四丁目 | 98事業所  | 1,969人  |
| 中川五丁目 | 18事業所  | 275人    |
| 計         | 209事業所 | 2,718人  |

### 事業者数の変遷
経済センサスによる事業所数の推移。
| 年                 | 事業者数 |
| ------------------ | -------- |
| 2016年（平成28年） | 208      |
| 2021年（令和3年）  | 209      |

### 従業員数の変遷
経済センサスによる従業員数の推移。
| 年                 | 従業員数 |
| ------------------ | -------- |
| 2016年（平成28年） | 1,782    |
| 2021年（令和3年）  | 2,718    |

## 交通

### 道路・橋梁
道路
- 都道
  - 東京都道307号王子金町江戸川線
  - 東京都道318号環状七号線（環七通り）

橋梁
- 中川に架かる橋
  - 飯塚橋

## 施設
行政
- 中川区民事務所
- 大谷田南公園応急給水槽
- 東京都下水道局中川水再生センター
- 東京都下水道局北部第二管理事務所
  - 隅田学園幼稚園
  - 足立区立長門小学校
  - 足立区立大谷田小学校
- 地域包括支援センター「中川」
- 大谷田南公園
- 東京都立中川公園

## その他

### 日本郵便
- 郵便番号 : 120-0002[3]（集配局 : 足立郵便局[16]）。